# Vassílievka (Vorónej)
|  | Per a altres significats, vegeu «Vassílievka». |

Vassílievka (en rus: Васильевка) és un poble de l'óblast de Vorónej, a Rússia, segons el cens del 2010 tenia 586 habitants.